# Single numer jeden w roku 2024 (USA)
Notowanie Hot 100 przedstawia najlepiej sprzedające się single w Stanach Zjednoczonych. Publikowane jest ono przez tygodnik „Billboard”, a dane kompletowane są przez Luminate w oparciu o cotygodniowe wyniki sprzedaży cyfrowej oraz fizycznej singli, a także częstotliwość emitowania piosenek na antenach stacji radiowych.

## Historia notowania
| Data publikacji | Tytuł                                      | Artysta                                                           | Źródło |
| --------------- | ------------------------------------------ | ----------------------------------------------------------------- | ------ |
| 6 stycznia      | „Rockin’ Around the Christmas Tree”        | Brenda Lee                                                        | [ 1 ]  |
| 13 stycznia     | „Lovin on Me”                              | Jack Harlow                                                       | [ 2 ]  |
| 20 stycznia     | „Lovin on Me”                              | Jack Harlow                                                       | [ 3 ]  |
| 27 stycznia     | „Yes, And?”                                | Ariana Grande                                                     | [ 4 ]  |
| 3 lutego        | „Lovin on Me”                              | Jack Harlow                                                       | [ 5 ]  |
| 10 lutego       | „Hiss”                                     | Megan Thee Stallion                                               | [ 6 ]  |
| 17 lutego       | „Lovin on Me”                              | Jack Harlow                                                       | [ 7 ]  |
| 24 lutego       | „Lovin on Me”                              | Jack Harlow                                                       | [ 8 ]  |
| 2 marca         | „Texas Hold ’Em”                           | Beyoncé                                                           | [ 9 ]  |
| 9 marca         | „Texas Hold ’Em”                           | Beyoncé                                                           | [ 10 ] |
| 16 marca        | „Carnival”                                 | Kanye West i Ty Dolla Sign featuring Rich the Kid i Playboi Carti | [ 11 ] |
| 23 marca        | „We Can’t Be Friends (Wait for Your Love)” | Ariana Grande                                                     | [ 12 ] |
| 30 marca        | „Lose Control”                             | Teddy Swims                                                       | [ 13 ] |
| 6 kwietnia      | „Like That”                                | Future, Metro Boomin i Kendrick Lamar                             | [ 14 ] |
| 13 kwietnia     | „Like That”                                | Future, Metro Boomin i Kendrick Lamar                             | [ 15 ] |
| 20 kwietnia     | „Like That”                                | Future, Metro Boomin i Kendrick Lamar                             | [ 16 ] |
| 27 kwietnia     | „Too Sweet”                                | Hozier                                                            | [ 17 ] |
| 4 maja          | „Fortnight”                                | Taylor Swift featuring Post Malone                                | [ 18 ] |
| 11 maja         | „Fortnight”                                | Taylor Swift featuring Post Malone                                | [ 19 ] |
| 18 maja         | „Not Like Us”                              | Kendrick Lamar                                                    | [ 20 ] |
| 25 maja         | „I Had Some Help”                          | Post Malone featuring Morgan Wallen                               | [ 21 ] |
| 1 czerwca       | „I Had Some Help”                          | Post Malone featuring Morgan Wallen                               | [ 22 ] |
| 8 czerwca       | „I Had Some Help”                          | Post Malone featuring Morgan Wallen                               | [ 23 ] |
| 15 czerwca      | „I Had Some Help”                          | Post Malone featuring Morgan Wallen                               | [ 24 ] |
| 22 czerwca      | „I Had Some Help”                          | Post Malone featuring Morgan Wallen                               | [ 25 ] |
| 29 czerwca      | „Please Please Please”                     | Sabrina Carpenter                                                 | [ 26 ] |
| 6 lipca         | „I Had Some Help”                          | Post Malone featuring Morgan Wallen                               | [ 27 ] |
| 13 lipca        | „A Bar Song (Tipsy)”                       | Shaboozey                                                         | [ 28 ] |
| 20 lipca        | „Not Like Us”                              | Kendrick Lamar                                                    | [ 29 ] |
| 27 lipca        | „A Bar Song (Tipsy)”                       | Shaboozey                                                         | [ 30 ] |
| 3 sierpnia      | „A Bar Song (Tipsy)”                       | Shaboozey                                                         | [ 31 ] |
| 10 sierpnia     | „A Bar Song (Tipsy)”                       | Shaboozey                                                         | [ 32 ] |
| 17 sierpnia     | „A Bar Song (Tipsy)”                       | Shaboozey                                                         | [ 33 ] |
| 24 sierpnia     | „A Bar Song (Tipsy)”                       | Shaboozey                                                         | [ 34 ] |
| 31 sierpnia     | „A Bar Song (Tipsy)”                       | Shaboozey                                                         | [ 35 ] |
| 7 września      | „A Bar Song (Tipsy)”                       | Shaboozey                                                         | [ 36 ] |
| 14 września     | „A Bar Song (Tipsy)”                       | Shaboozey                                                         | [ 37 ] |
| 21 września     | „A Bar Song (Tipsy)”                       | Shaboozey                                                         | [ 38 ] |
| 28 września     | „A Bar Song (Tipsy)”                       | Shaboozey                                                         | [ 39 ] |
| 5 października  | „A Bar Song (Tipsy)”                       | Shaboozey                                                         | [ 40 ] |
| 12 października | „A Bar Song (Tipsy)”                       | Shaboozey                                                         | [ 41 ] |
| 19 października | „A Bar Song (Tipsy)”                       | Shaboozey                                                         | [ 42 ] |
| 26 października | „A Bar Song (Tipsy)”                       | Shaboozey                                                         | [ 43 ] |
| 2 listopada     | „Love Somebody”                            | Morgan Wallen                                                     | [ 44 ] |
| 9 listopada     | „A Bar Song (Tipsy)”                       | Shaboozey                                                         | [ 45 ] |
| 16 listopada    | „A Bar Song (Tipsy)”                       | Shaboozey                                                         | [ 46 ] |
| 23 listopada    | „A Bar Song (Tipsy)”                       | Shaboozey                                                         | [ 47 ] |
| 30 listopada    | „A Bar Song (Tipsy)”                       | Shaboozey                                                         | [ 48 ] |
| 7 grudnia       | „Squabble Up”                              | Kendrick Lamar                                                    | [ 49 ] |
| 14 grudnia      | „All I Want for Christmas Is You”          | Mariah Carey                                                      | [ 50 ] |
| 21 grudnia      | „All I Want for Christmas Is You”          | Mariah Carey                                                      | [ 51 ] |
| 28 grudnia      | „All I Want for Christmas Is You”          | Mariah Carey                                                      | [ 52 ] |